# South Orange Open 1977
Il South Orange Open 1977 è stato un torneo di tennis giocato sulla terra verde. È stata l'8ª edizione del torneo, che fa parte del Colgate-Palmolive Grand Prix 1977. Si è giocato a South Orange negli USA dal 31 luglio al 6 agosto 1977.

## Campioni

### Singolare maschile
Guillermo Vilas ha battuto in finale  Roscoe Tanner con il punteggio di 6–4, 6–1

### Doppio maschile
Colin Dibley /  Wojciech Fibak hanno battuto in finale  Ion Țiriac /  Guillermo Vilas con il punteggio di 6–1, 7–5